# 法連基
法連基(俄语： Фалёнки) 是俄罗斯基洛夫州法廖恩基區的一个市級鎮。根據2010年人口普查當地人口為5,256 。法連基村莊于17世纪末至18世纪初開始出現。1957年，法连基升格為工人定居点。1996年，法連基又升格為市級鎮。